# مرغ‌سقانمایان
مرغ‌سقانمایان (Pelecanoididae) تیره‌ای از راستۀ کبوتردریایی‌سانان است که پرندگان دریایی کوچک سیاه هستند با بینی لوله‌ای‌شکل و بال‌های کوتاه.

## گونه‌ها
- مرغ سقانمای پرویی Pelecanoides garnotii
- Magellanic diving petrel Pelecanoides magellani
- South Georgia diving petrel Pelecanoides georgicus
- Common diving petrel Pelecanoides urinatrix